# Dermatocarpon rivulorum
Dermatocarpon rivulorum är en lavart som först beskrevs av Johann Franz Xaver Arnold, och fick sitt nu gällande namn av Dalla Torre & Sarnth. Dermatocarpon rivulorum ingår i släktet Dermatocarpon och familjen Verrucariaceae.  Arten är reproducerande i Sverige. Inga underarter finns listade i Catalogue of Life.